# Dolichocis manitoba
Dolichocis manitoba är en skalbaggsart som beskrevs av Dury 1919. Dolichocis manitoba ingår i släktet Dolichocis och familjen trädsvampborrare. Inga underarter finns listade i Catalogue of Life.